# Nancy Kelly
Nancy Kelly (Lowell, 25 maart 1921 - Bel Air, 2 januari 1995) was een Amerikaans actrice. Zij werd in 1957 genomineerd voor een Oscar voor haar hoofdrol in de drama-horrorfilm The Bad Seed. Voor het spelen van diezelfde rol in de toneelversie op Broadway won ze in 1955 daadwerkelijk een Tony Award. Kelly werd in 1957 ook genomineerd voor de Primetime Emmy Award voor beste eenmalige optreden, voor haar rol als Sister M. Aquinas in een aflevering van dramaserie Studio One, getiteld The Pilot.
Kelly maakte in 1926 als vierjarig meisje haar film- en acteerdebuut in The Untamed Lady. Daarna nam ze tot en met 1977 nog 35 films op. Daarvan werden er 31 voor 1947 gemaakt. Daarna verscheen Kelly voornamelijk nog in eenmalige rollen in televisieseries. Een uitzondering daarop vormt Studio One, waarin ze in vier afleveringen speelt, maar wel telkens als een ander personage. Kelly kreeg in 1960 een ster op de Hollywood Walk of Fame.
Kelly was de oudere zus van acteur Jack Kelly.

## Filmografie
- Murder at the World Series (1977, televisiefilm)
- The Impostor (1975, televisiefilm)
- The Bad Seed (1956)
- Crowded Paradise (1956)
- Murder in the Music Hall (1946)
- Follow That Woman (1945)
- Woman Who Came Back (1945)
- Song of the Sarong (1945)
- Betrayal from the East (1945)
- Double Exposure (1944)
- Show Business (1944)
- Gambler's Choice (1944)
- Tornado (1943)
- Tarzan's Desert Mystery (1943)
- Women in Bondage (1943)
- Friendly Enemies (1942)
- To the Shores of Tripoli (1942)
- Fly-By-Night (1942)
- Parachute Battalion (1941)
- A Very Young Lady (1941)
- Scotland Yard (1941)
- One Night in the Tropics (1940)
- Private Affairs (1940)
- Sailor's Lady (1940)
- He Married His Wife (1940)
- Stanley and Livingstone (1939)
- Frontier Marshal (1939)
- Tail Spin (1939)
- Jesse James (1939)
- Submarine Patrol (1938)
- Convention Girl (1935)
- Glorifying the American Girl (1929)
- Girl on the Barge (1929)
- The Great Gatsby (1926)
- Mismates (1926)
- The Untamed Lady (1926)

## Privé
Kelly trouwde drie keer. Haar eerste huwelijk met acteur Edmond O'Brien duurde van 19 februari 1941 tot en met 2 februari 1942. Daarna trouwde ze op 14 februari 1946 met cinematograaf Fred Jackman Jr., van wie ze op 13 januari 1950 scheidde. Kelly's huwelijk met Warren Caro duurde vervolgens van 25 november 1955 tot en met 16 september 1968. Samen met hem kreeg ze in 1957 dochter Kelly Lurie Caro.
- Biblioteca Nacional de España: XX4970763
- Bibliothèque nationale de France: cb141929194 (data)
- Gemeinsame Normdatei: 1079010637
- International Standard Name Identifier: 0000 0000 7969 632X
- Library of Congress Control Number: no97011261
- Nationale Bibliotheek van Israël: 987007429100205171
- Istituto Centrale per il Catalogo Unico: UBOV271229
- SNAC: w6bg3bkn
- Système universitaire de documentation: 148100864
- Virtual International Authority File: 2681320
- WorldCat: E39PBJfrGFHhK6y8xkKRDHYpT3